# Jimmy Murray (1933–2015)
Jimmy Murray, właśc. James Murray (ur. 4 lutego 1933 w Edynburgu, zm. 10 lipca 2015 tamże) – szkocki piłkarz występujący na pozycji napastnika.

## Kariera klubowa
Murray karierę rozpoczął w 1950 roku w zespole Heart of Midlothian. Przez trzy lata w jego barwach rozegrał 1 spotkania i zdobył 1 bramkę. W 1953 roku przeszedł do angielskiego Reading z Division Three, jednak w następnym roku wrócił do Heart of Midlothian. Jego zawodnikiem był do 1961 roku. W tym czasie zdobył z klubem dwa mistrzostwa Szkocji (1958, 1960) oraz Puchar Szkocji (1956). Ponadto w sezonie 1957/1958 wraz z innym zawodnikiem Heart – Williem Bauldem, został królem strzelców Scottish Division One (28 bramek).
W późniejszych latach Murray występował jeszcze w drużynach Falkirk, Clyde oraz Raith Rovers. W 1965 roku zakończył karierę.

## Kariera reprezentacyjna
W reprezentacji Szkocji Murray zadebiutował 19 kwietnia 1958 w przegranym 0:4 meczu British Home Championship z Anglią. W tym samym roku został powołany do kadry na mistrzostwa świata. Zagrał na nich w spotkaniach z Jugosławią (1:1; gol) i Francją (1:2), a Szkocja zakończyła turniej na fazie grupowej.
W drużynie narodowej Murray występował tylko w 1958 roku, rozegrał w niej 5 spotkań i zdobył 1 bramkę.